# Stade municipal de San Miguel Petapa
 (avril 2025).
Le stade Julio A. Cobar est un stade de football situé à San Miguel Petapa, au Guatemala.
Son résident est le Deportivo Petapa, club ayant évolué à plusieurs reprises en première division du championnat du Guatemala de football dans les années 2000.